# Bangladesh Betar
Bangladesh Betar (kurz BB; bengalisch: বাংলাদেশ বেতার) ist der staatliche Hörfunkveranstalter von Bangladesch.

## Geschichte
1939 nahm der Sender Dhaka von All India Radio den Betrieb auf; 1947 erfolgte die Übernahme durch Radio Pakistan. 1962 wurde ein neues Gebäude im Stadtteil Shahbag von Dhaka bezogen. Im Bangladesch-Krieg meldete sich der Sender am 26. März 1971 als Swadhin Bangla Betar Kendra (bengalisch: স্বাধীন বাংলা বেতার কেন্দ্র; deutsch: Freier Bengalischer Radiosender) und strahlte die Unabhängigkeitserklärung Bangladeschs aus. Im Dezember 1971 erfolgte die Umbenennung in Bangladesh Betar.
Die englischen Morgennachrichten von 08:00 Uhr sind täglich auf der Homepage des Senders verfügbar.